# Porotergus duende
Porotergus duende és una espècie de peix pertanyent a la família dels apteronòtids.

## Descripció
- El mascle pot arribar a fer 18,4 cm de llargària màxima i la femella 10,4.
- És de color marró clar.
- Una sola filera de dents còniques a la mandíbula.
- 124-142 radis a l'aleta anal.[4][3]

## Alimentació
Menja petites larves d'insectes (com ara, Hydroptilidae, Ceratopogonidae i Coleoptera, entre d'altres). Hom creu que es nodreix als fons sorrencs per la presència de grans de sorra al seu estómac.

## Paràsits
És parasitat, a l'estómac, per endoparàsits nematodes.

## Hàbitat
És un peix d'aigua dolça, demersal i de clima tropical.

## Distribució geogràfica
Es troba a Sud-amèrica: la conca occidental del riu Amazones, incloent-hi els rius  Negro, Ucayali i Solimões.

## Observacions
És inofensiu per als humans.